# Кирилл (Богословский-Платонов)
Архиепи́скоп Кири́лл (в миру Константи́н Лукья́нович Богосло́вский-Плато́нов; 14 (25) мая 1788, Воздвиженское — 28 марта (9 апреля) 1841, Санкт-Петербург) — епископ Русской православной церкви, архиепископ Подольский и Брацлавский.

## Биография
Константин Богословский-Платонов родился 14 мая 1788 года в селе Воздвиженском (возле Троице-Сергиевой лавры) в семье священника.
Учился в Троице-Сергиевой духовной семинарии.
После смерти отца в 1806 году состоял стипендиатом митрополита Платона (Левшина).
В 1809 году поступил в Санкт-Петербургскую духовную академию; в 1814 году окончил её со степенью магистра и был оставлен в ней бакалавром; 28 августа 1814 года пострижен в монашество.
В 1817 году назначен ректором Полтавской духовной семинарии и с 29 июня того же года — архимандритом-настоятелем Мгарского Спасо-Преображенского Лубенского монастыря.
С мая 1819 года — ректор Московской духовной академии и настоятель Московского Новоспасского монастыря.
В 1822 году получил учёную степень доктора богословия за сочинение «Опыт изъяснения послания к евреям Апостола Павла». Богословие он делил на отрешённое и относительное. Последнее он разделял на три части: учение о мире (Cosmologia Theologica), о духах (Pnevmatologia Theologica) и о человеке (Anthropologia Theologica).
Уже в годы ректорско-преподавательской деятельности он был активным участником в деле перевода на русский язык Священного Писания. Он первый начал читать на русском языке свои лекции по догматическому богословию (ранее все лекции читались на латыни).
В 1824 году оставил Московскую духовную академии, поскольку 26 октября был хиротонисан во епископа Дмитровского, викария Московской епархии. Вступив на пост архипастырского служения, преосвященный Кирилл зарекомендовал себя пастырем милостивым, отечески нежным к сиротам, чутким к бедным, снисходительным к немощам и заблуждениям своих чад, христиански терпеливым и справедливым, близким и доступным в общении для всех.
26 марта 1827 года назначен епископом Вятским и Слободским. В Вятской епархии он заботился о распространении православия в среде иноверного населения. Он основал четыре школы для удмуртов и поручил перевести для них Евангелие.
24 января 1832 года возведён в сан архиепископа Подольского и Брацлавского.
Стремился устранить всякие нестроения епархиальной жизни, заботился об улучшении православного богослужения, построении церквей и благоустройстве бедных монастырей и духовных учебных заведений, стремился улучшить материальное положение духовенства. Особенно не любил тяжб между духовенством, все споры решал быстро и справедливо, старался всех примирить. О нём сохранились даже особые поговорки: «Кирилл всех мирил», «Кирилл милости творил».
Преосвященный Кирилл находился в самых близких отношениях с митрополитом Московским Филаретом и пользовался большим расположением этого знаменитого иерарха. Сохранилось сорок писем митрополита Филарета к преосвященному Кириллу, в которых московский святитель давал преосвященному свои советы и наставления по различным жизненным вопросам.

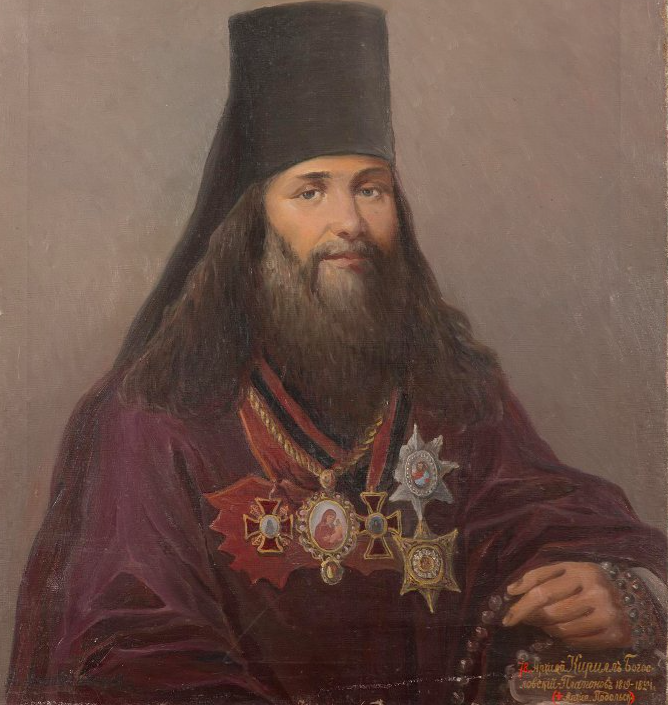
Портрет 1908 г.

В личной жизни он был строгим аскетом. По средам и пятницам ничего не вкушал, кроме просфоры и чая. Все деньги раздавал бедным. В последние дни жизни в Санкт-Петербурге он не имел денег даже на покупку недорогого лекарства.
Как архипастырь преосвященный Кирилл был замечательным проповедником. Его богослужения и проповеди привлекали массы слушателей, в числе которых бывали католики, представители Польского общества и даже евреи.
Награждён орденом Св. Владимира 2-й степени.
Скончался 28 марта 1841 года в Санкт-Петербурге, куда был вызван для присутствия в Святейшем Синоде.
Погребён в Александро-Невской лавре в Златоустовской церкви.
По своей разнообразной церковно-административной и духовно-просветительской деятельности преосвященный Кирилл оставил о себе память как о выдающемся архипастыре.